# 42 Ceti
42 Ceti är en misstänkt variabel (VAR:) i stjärnbilden Valfisken.
42 Ceti har visuell magnitud +5,87 och varierar utan fastställd amplitud eller period. Den befinner sig på ett avstånd av ungefär 330 ljusår.